# جون تي هايوارد
جون تي هايوارد (بالإنجليزية: John T. Hayward)‏ هو ضابط أمريكي، ولد في 15 نوفمبر 1908 في نيويورك في الولايات المتحدة، وتوفي في 23 مايو 1999 في أتلانتيك بيتش في الولايات المتحدة.